# Axel Wilhelm Wahren
Axel Wilhelm Wahren, född 10 december 1814 i Stockholm, död 28 augusti 1885 i Forssa i Finland, var en svensk-finländsk industriman. Han var brorson till Jakob Wahren.
Wahren utbildade sig vid väveri- och färgeriinrättningar i Stockholm och Tyskland. Han flyttade 1838 till Finland, till vars industris lyftning han kraftigt bidrog. Han arrenderade klädesfabriken i Jockis i Tammela socken, grundlade 1847 i närheten av Jockis Forssa bomullsspinneri och slog några år senare samman detta med ett bomullsväveri i närbelägna Viksberg. Han var också engagerad i andra industriella och kommersiella företag och arbetade därjämte på jordbrukets förbättring. Han adlades 1883.